# Tachyrhynchus
Tachyrhynchus là một chi ốc biển, là động vật thân mềm chân bụng sống ở biển trong họ Turritellidae.

## Các loài
Các loài trong chi Tachyrhynchus gồm có:
- Tachyrhynchus erosus (Couthouy, 1838)[2]
- Tachyrhynchus pratomus Dall, 1919[3]
- Tachyrhynchus reticulatus (Mighels & Adams, 1842)[4]
- Tachyrhynchus septemcostatus Golikov, 1986[5]
- Tachyrhynchus ventricosus Golikov, 1986[6]